# Löwen Frankfurt

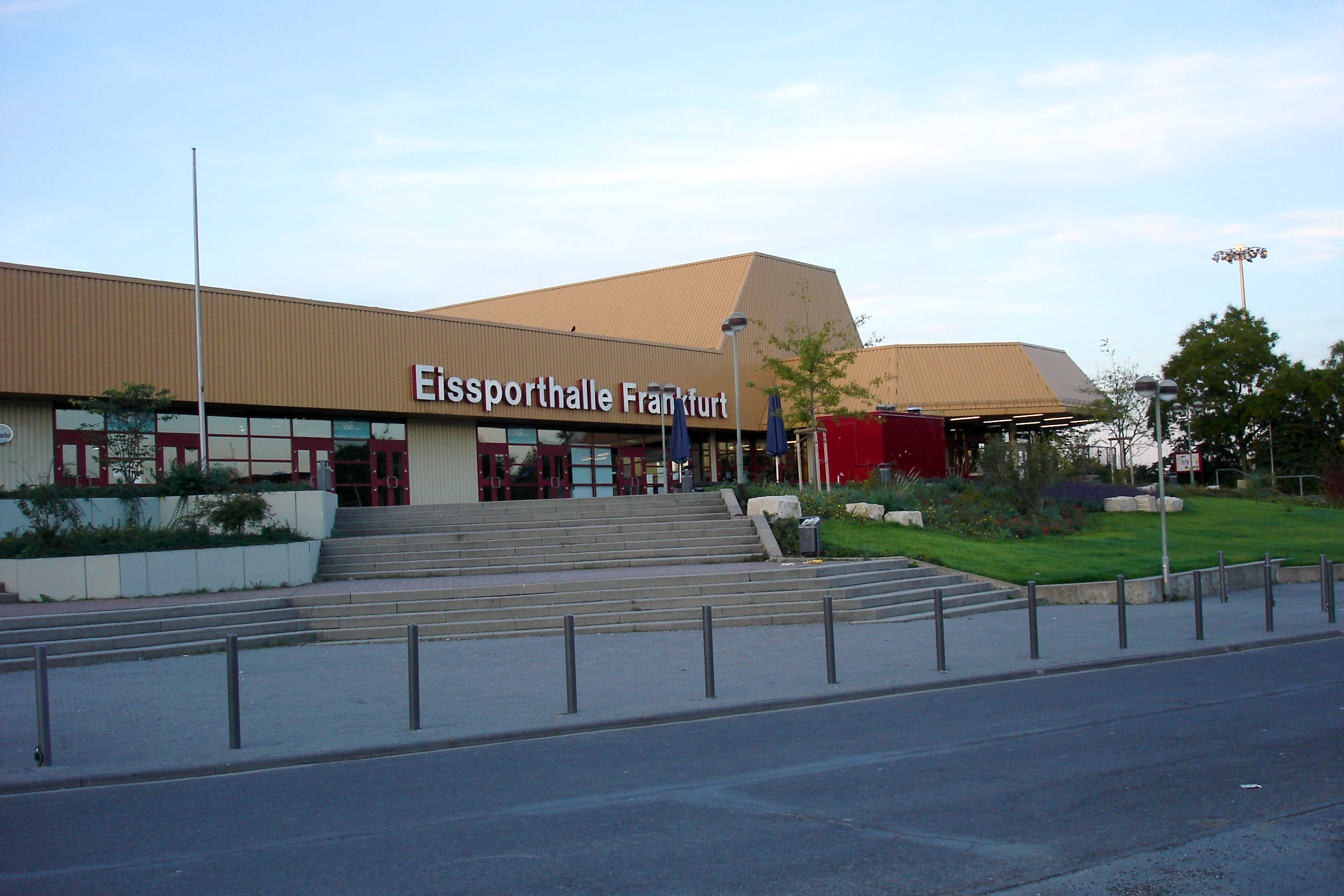
A frankfurti jégpálya bejárata (2011)

A Löwen Frankfurt egy német jégkorongcsapat Frankfurt am Mainban. A csapat a Deutsche Eishockey Ligában játszik.

## Története
A klubot 1959-ben alapították Eintracht Frankfurt néven.

### Korábban használt nevek
- 1959–1991 – Eintracht Frankfurt
- 1991–1994 – Frankfurter ESC
- 1994–2010 – Frankfurt Lions
- 2010–napjainkig – Löwen Frankfurt

## Helyezések
Deutsche Eishockey Liga 2-bajnok: 2016-17, 2021-22